# Sibylla Blei
Sibylla Blei, genannt Billy Blei, (* 22. März 1897 in Zürich, Schweiz als Maria Eva Sibylla Bley; † 14. März 1962 in Costa da Caparica, Portugal) war eine österreichische Schauspielerin, Model, Übersetzerin und Keramikerin.

## Leben & Wirken

### Ausbildung und Debüt als Schauspielerin
Sibylla Blei wurde am 22. März 1897 als Tochter des vor allem in späteren Jahren als Schriftsteller, Übersetzer, Herausgeber und Literaturkritiker bekannt gewordenen Franz Blei und dessen Ehefrau Maria (geborene Lehmann), einer aus Deutschland stammenden angehenden Zahnärztin, geboren. In den Jahren 1898 bis 1899 lebte die dreiköpfige Familie in den Vereinigten Staaten und dabei vor allem in Philadelphia, wo Maria Blei ein Doktoratsstudium der Zahnmedizin absolvierte. In weiterer Folge kehrte die Familie wieder nach Europa zurück und ließ sich in München nieder. Während ihre Mutter als Zahnärztin den wesentlichen Teil des Haushaltseinkommen beisteuerte, betätigte sich Franz Blei in dieser Zeit vor allem journalistisch. Am 17. Juni 1905 kam Sibylla Bleis Bruder Peter Maria († 1959) in München zur Welt. Bereits zuvor hatten die Eltern, die eine Wilde Ehe geführt hatten, zeitweise nicht zusammengelebt. Spätestens nach der Geburt des zweiten Kindes gingen ihre Eltern getrennte Wege. Von 1908 bis 1912 besuchte Billy Blei, wie Sibylla Blei zeitlebens genannt wurde, die im Jahre 1906 gegründete Freie Schulgemeinde Wickersdorf in Wickersdorf bei Saalfeld/Saale am östlichen Rande des Thüringer Waldes. Danach dürfte sie eine Ausbildung zur Schauspielerin absolviert haben und debütierte am 13. November 1914 am von Max Reinhardt geleiteten Deutschen Theater in Berlin. Dort wirkte sie zwei Jahre lang in diversen kleineren Rollen mit und spielte unter anderem die stumme Vertraute in Hugo von Hofmannsthals Elektra oder die Freifrau von Totleben in Frank Wedekinds Der Marquis von Keith. Des Weiteren mimte sie den Diener Balthasar in William Shakespeares Romeo und Julia oder die Grace Phillimore im Lustspiel Jonathans Töchter von Longdon Michell. Zudem war sie in Stücken von Gerhart Hauptmann zu sehen.

### Auftritte in Theater und Film
In der ersten Jahreshälfte 1917 lebte Blei bei ihrer Familie in Wien, wo sie über ihren Vater mit einer großen Anzahl Intellektueller und Kulturschaffender in Verbindung kam und sich auch mit einigen befreundete. Darunter unter anderem Robert Musil, der ihr eine handgeschriebene Widmung in den ersten Band seiner Novelle Der Mann ohne Eigenschaften schrieb. Auch der aus Deutschland stammende Rudolf Borchardt verfasste eine handgeschriebene Widmung zu seinem Aufsatz Der Krieg und die deutsche Verantwortung aus dem Jahre 1916. Außerdem verfasste Borchardt im Jahre 1917 einen Zyklus seiner Nachklanggedichte auf Billy Blei. Der mit ihrem Vater befreundete Hermann Broch schrieb ebenso Gedichte auf Sibylla Blei. Im Sommer 1918 gehörte sie dem Fronttheater an und reiste mit diesem an die italienische Front und in weiterer Folge nach Bosnien und Herzegowina, wo sie unter anderem an zwei Propagandafilmen des k.u.k. Kriegspressequartier mitwirkte.
Nach ihrer Rückkehr nach Wien war sie hier in weiteren, vornehmlich kleinen, Theater- und Filmrollen zu sehen. In der Oper Die Frau ohne Schatten von Richard Strauss, die am 10. Oktober 1919 an der Wiener Staatsoper uraufgeführt wurde, war sie in der Rolle des Hüters der Schwelle des Tempels zu sehen. Im gleichen Jahr übernahm sie eine kleine Rolle in Ernst Lubitschs Historienfilm Madame Dubarry. Zwischendurch, am 12. Jänner 1920 führte sie, zusammen mit Helene Schreiner, die Stabpuppen von Richard Teschner bei dessen erster öffentlicher Aufführung im "Goldenen Schrein". Danach war sie 1921 in Lucifer von Regisseur Ernest Juhn, sowie 1923 in der Nebenrolle eines Hoffräuleins im US-amerikanischen Stummfilm Scaramouche nach der Romanvorlage von Rafael Sabatini, dem adaptierten Drehbuch von Willis Goldbeck und der Regie von Rex Ingram zu sehen.
In ebendieser Zeit kam es auch zu einer Porträtierung Bleis durch die Wiener Malerin, Grafikerin und Modeentwerferin Erika Abels d’Albert, Tochter des Kunstgelehrten und Schriftstellers Ludwig Wilhelm Abels. Ebendieses Gemälde wurde daraufhin im Herbst 1919 in Wien ausgestellt. Parallel zu ihrer schauspielerischen Tätigkeit arbeitete Blei auch als Übersetzerin und übersetzte dabei die lange Zeit Oscar Wilde zugeschriebene Erzählung Der Priester und der Messnerknabe, die ihr Vater im Jahre 1924 in dem Band Der Priester und der Messnerknabe und andere apokryphe Erzählungen veröffentlichte. Des Weiteren posierte Blei auch als Fotomodell für Modezeitschriften, wofür die durch ihre als „ungewöhnlich“ beschriebene Körpergröße prädestiniert gewesen sein soll. Beispiele ihrer Modeltätigkeiten sind die Vorführung von exklusiven Hutkreationen im Jahre 1919 in dem von Ea von Allesch, mit der Blei auch befreundet war, redaktionell betreuten Modeteil in der Zeitschrift Moderne Welt oder die Vorführung eines Pilotinnenkostüms in der Illustrirten Zeitung (1927). Oftmals posierte sie zwischen den 1910er und 1930er Jahren auch für Fotos von Trude Fleischmann.

### Heirat, Scheidung und Auswanderung nach Spanien
Am 25. Februar 1926 heiratete die damals 28-Jährige den 22 Jahre älteren Industriellen und Bankier Ernst von Lieben (1875–1970), Sohn von Anna von Lieben und Bruder von Robert von Lieben, für den es bereits die dritte Ehe war. Die Ehe mit von Lieben dauerte allerdings nicht lange und wurde bereits in den Jahren 1928 oder 1929 wieder aufgelöst, wobei die ehemaligen Ehepartner eine freundschaftliche Verbindung aufrechterhielten. Etwa um das Jahr 1930 traf Blei auf die aus einer vornehmen russischen Familie stammende Sarah Halpern (1898–1974), die sich später Sarita nannte und ebenfalls aus Übersetzerin tätig war. Über Frankfurt, Paris und Madrid kam sie nach Wien, wo sie erstmals auf Blei traf und bis zu deren Ableben im Jahre 1962 als ständige Lebensgefährtin in Erscheinung trat. Ab 1932 lebte das Paar auf Mallorca, wo seit diesem Jahr auch Billy Bleis Vater Franz, der aus finanziellen und politischen Gründen aus Österreich ausgewandert war, in der kleinen Ortschaft Cala Rajada lebte. Auf der spanischen Baleareninsel betrieb sie in weiterer Folge eine Hühnerfarm und beabsichtigte in der Nähe ihres Vaters einen Landkauf in größerem Umfang. Ebenso war sie an einem Landkauf in Marbella in Südspanien interessiert; aus beiden geplanten Projekten wurde allerdings nichts.

### Flucht vor dem Bürgerkrieg, Auswanderung nach Portugal und Tod
Aufgrund des Ausbruchs des Spanischen Bürgerkriegs im Juli 1936 musste Blei die Flucht antreten und kehrte wieder nach Wien zurück, während ihre mittlerweile als Sarita Halpern auftretende Lebensgefährtin sich im portugiesischen Badeort Costa da Caparica niederließ. 1938 folgte ihr Blei an den Badeort nahe Lissabon nach, wo das Paar ab dem darauffolgenden Jahr eine Firma zur Herstellung von Naturkosmetik betrieb. Die hauptsächlich von Halpern geführte Firma warb mit Produkten mit dem Markennamen Sibylla Lieben. Blei selbst betätigte sich in Portugal unter anderem mit Keramikarbeiten. Im Februar 1941 nahm sie ihren Vater, der nach Ausbruch des Spanischen Bürgerkriegs über Wien, Florenz, Lucca, Cagnes-sur-Mer und Marseille nach Portugal geflüchtet war, bei sich auf. Hierbei ermöglichte sie ihm und gemeinsamen Freunden mit Hilfe des bereits erwähnten Hermann Brochs die Emigration in die Vereinigten Staaten, wo ihr Vater im darauffolgenden Jahr in Westbury im US-Bundesstaat New York starb. Auch ihre Mutter lebte in den Jahren des spanischen Bürgerkriegs eine Zeit lang bei ihr und traf hier auch auf Franz Blei, mit dem sie noch immer verheiratet war, da sich die beiden nie scheiden lassen hatten. Ihre Mutter reiste bald darauf nach Deutschland, wo sie ihre letzten Lebensmonate bei einer Nichte in Heidelberg verbrachte und dort im Jahre 1943 starb.
Billy Blei starb am 14. März 1962, wenige Tage vor ihrem 65. Geburtstag, in Costa da Caparica, wo sie nunmehr über zwei Jahrzehnte lang gelebt hatte. Ihre Lebensgefährtin starb im Jahre 1974. Nach dem Tod Halperns gelangte die rund 1000 Exemplare zählende und als wertvoll geltende Bibliothek Bleis, zu der vor allem die umfangreiche Privatbibliothek deren bibliophilen Vaters Franz Blei zählte, als Schenkung durch ihren Bruder, David Halpern, an die Biblioteca Nacional de Portugal, die Nationalbibliothek Lissabons, wo sie heute noch aufbewahrt wird. Ein weiterer Teil des Nachlasses befindet sich heute in der Wienbibliothek im Rathaus.
Maria Blei verfasste von 1897 bis 1919 ein Tagebuch für ihre Tochter, das den lateinischen Titel Mariae Sybillae Diarium trug. Knapp 100 Jahre nach dem letzten Tagebucheintrag publizierte Angela Reinthal im Frühjahr 2018 einen Band mit dem Titel Maria Blei: Tagebuch für Tochter Billy: Deine Liebe ist wild wie der Sturzbach (Manu scripta / Text-Archiv der österreichischen Kulturgeschichte, Band 3), das große Teile von Bleis Tagebuch umfasst.